# Engelmunduskerk (Velsen)

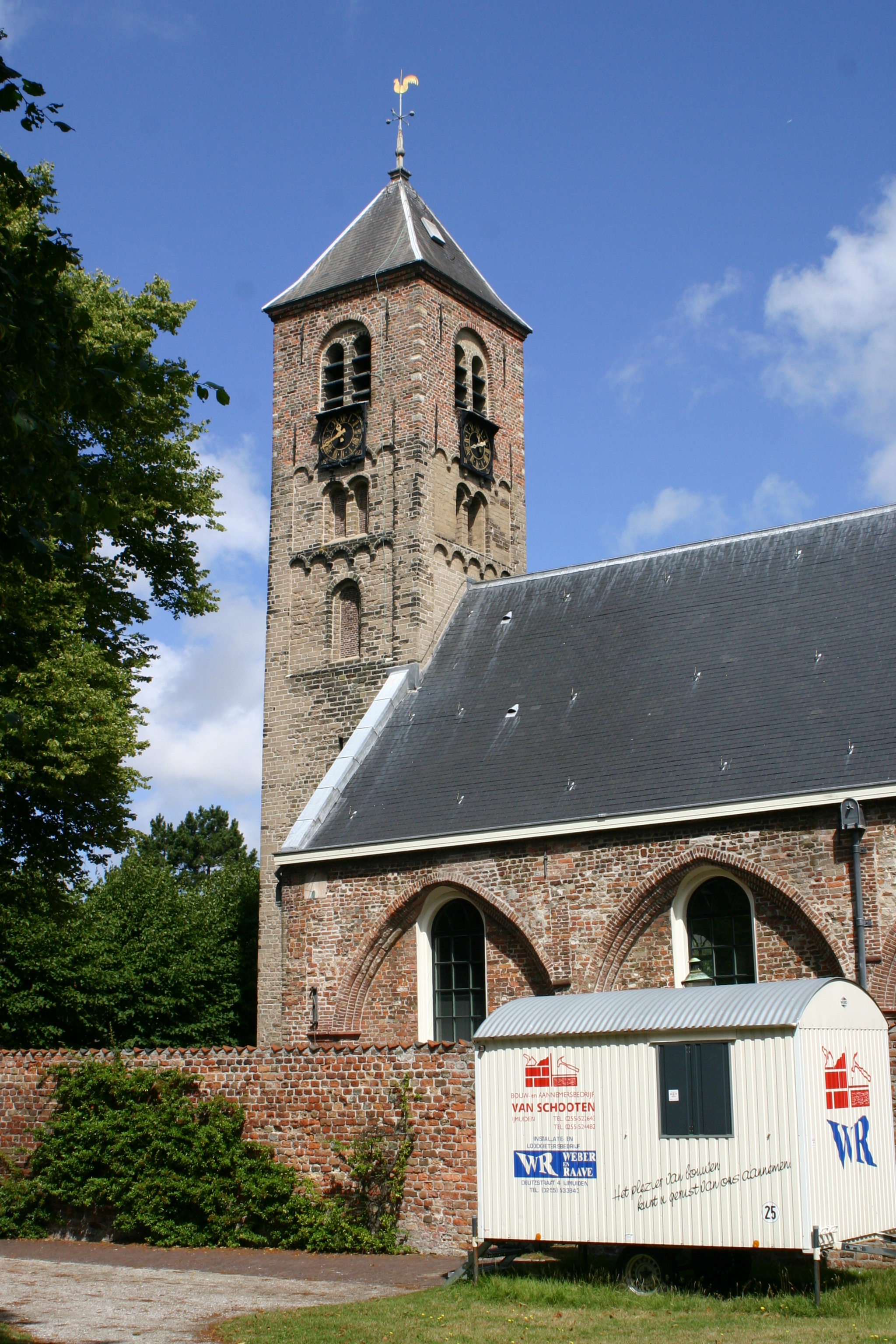
Die Engelmunduskerk in Velsen. Erkennbar die vermauerten Arkadenbögen zum nicht mehr vorhandenen Seitenschiff

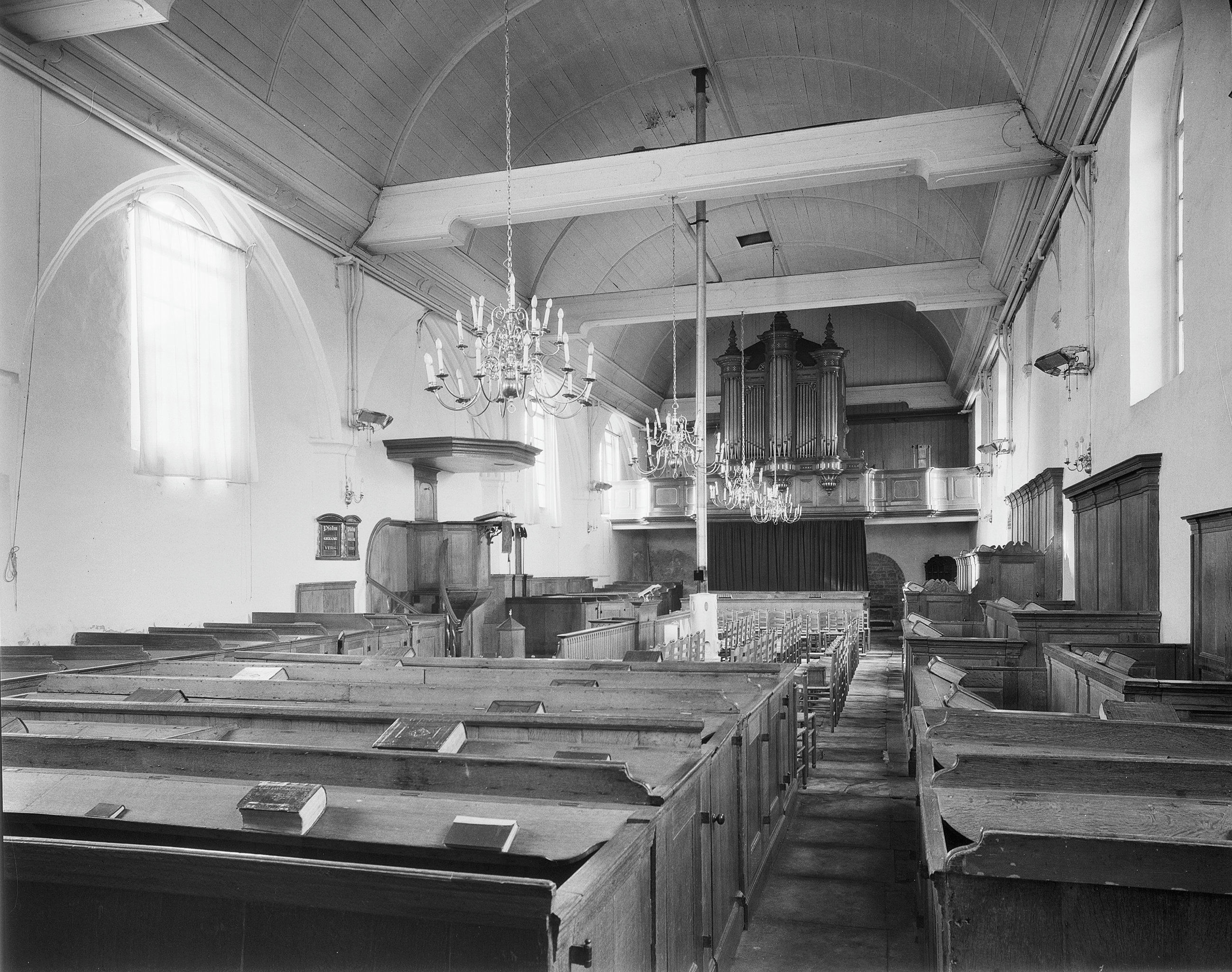
Innenansicht nach Westen

Die Engelmunduskerk ist ein Kirchengebäude der Protestantischen Kirche in den Niederlanden im historischen Ortskern von Velsen (Provinz Nordholland) südlich der Mündung des Nordseekanals. Die Kirche ist seit 1973 als Rijksmonument eingestuft.

## Geschichte
Ursprünglich war die Kirche zu Ehren des heiligen Paulus geweiht, später wechselte das Patrozinium zum heiligen Engelmundus von Velsen. Die in Tuffstein ausgeführte Nordfassade mit drei gemauerten Rundbogenfenstern ist ein Rest des romanischen Kirchenschiffs eines Vorgängerbauwerks aus dem 12. Jahrhundert. Der Tuffsteinturm wurde um 1200 erbaut und vermutlich im 14. Jahrhundert um das obere Geschoss aus Backstein erhöht. Der obere Teil des Turms weist Verzierungen mit Pilastern und Rundbogenfriesen auf. Das heutige Zeltdach stammt aus dem Jahr 1887. Im Turm befinden sich eine Glocke aus dem Jahr 1687 sowie eine von Cyprian Crans 1745 gegossene Glocke. Am Turm befindet sich ein Reliefstein aus Kalkstein aus dem 12. Jahrhundert.
Nachdem die Kirche im Jahr 1573 von spanischen Truppen zerstört worden war, wurde das Gotteshaus Ende des 16. Jahrhunderts wieder hergestellt. Der alte Chorraum und das südliche Seitenschiff aus dem 15. Jahrhundert wurden nicht wieder aufgebaut und die Arkadenbögen zwischen den Schiffen zugemauert. 1773 wurden das Kirchenschiff erweitert sowie die sogenannte Watervliet- bzw. Corver-Kapelle an der Nordseite des Kirchenschiffs hinzugefügt. Der Anbau für das Konsistorium an der Südseite wurde während einer Kirchenrestaurierung in den Jahren 1966 bis 1969 erbaut. Bei diesen Bauarbeiten wurden Reste einer Grabkapelle gefunden.
Der Innenraum der Kirche ist von einem hölzernen Tonnengewölbe überdacht und verfügt über Emporen. Die Ostgalerie zeigt Fragmente eines Gemäldes aus dem Jahr 1773. Die Westgalerie wurde 1769 von Jacob Gaykema als Sitz für Waisenkinder erbaut. Der gemeißelte Grabstein für Willem van Brederode († 1316) und seine Frau Elsbee van Kleef stammt aus der Grabkapelle. Auf dem Friedhof um die Kirche befinden sich mehrere Gräber von Engländern aus dem späten 19. Jahrhundert, die zum Bau des Nordseekanals beigetragen haben.